# Algorithmic Justice League
L'Algorithmic Justice League (AJL) è un'organizzazione senza scopo di lucro per la difesa dei diritti digitali con sede a Cambridge, Massachusetts. Fondata nel 2016 dall'informatica Joy Buolamwini, l'AJL utilizza la ricerca, l'arte e la promozione politica per aumentare la consapevolezza sociale riguardo all'uso dell'intelligenza artificiale (IA) nella società e ai danni e ai pregiudizi che l'IA può rappresentare per la società. L'AJL ha organizzato una serie di seminari online aperti al pubblico, apparizioni sui media e iniziative di sensibilizzazione tecnologica per comunicare informazioni sui pregiudizi nei sistemi di intelligenza artificiale e promuovere azioni da parte dell'industria e del governo per mitigare la creazione e l'implementazione di sistemi di intelligenza artificiale distorti. Nel 2021, Fast Company ha nominato AJL come una delle 10 aziende di intelligenza artificiale più innovative al mondo.

## Storia
Buolamwini ha fondato l'Algorithmic Justice League nel 2016 mentre era ricercatrice al MIT Media Lab. Sperimentando il software di rilevamento facciale nella sua ricerca, ha scoperto che lo stesso non riusciva a rilevare il suo viso "altamente melanato" finché non avesse indossato una maschera bianca. Da questo incidente, Buolamwini trovò l'ispirazione per fondare l'AJL e così richiamare l'attenzione pubblica sull'esistenza di pregiudizi nell'intelligenza artificiale e sulla minaccia che questo può rappresentare per i diritti civili. Le prime campagne AJL si sono concentrate principalmente sui pregiudizi nei software di riconoscimento facciale; le campagne più recenti hanno affrontato più ampiamente questioni di equità e responsabilità nell'intelligenza artificiale, tra cui i pregiudizi algoritmici, il processo decisionale algoritmico, la governance algoritmica e l'audit algoritmico.
Inoltre, esiste una comunità di altre organizzazioni che lavorano per obiettivi simili, tra cui Data and Society, Data for Black Lives, Distributed Artificial Intelligence Research Institute (DAIR) e Fight for the Future.